# Курський фронт
Ку́рський фронт — оперативно-стратегічне об'єднання радянських військ, що перебувало у складі діючої армії в період з 23 до 27 березня 1943 року за часів Другої світової війни. Участі в бойових діях не брав.

## Історія
Курський фронт утворений 23 березня 1943 року на підставі директиви Ставки ВГК № 30077 від 19 березня 1943 року, шляхом перетворення штабу Резервного фронту в штаб Курського фронту та виділенням в його підпорядкування зі складу Воронезького фронту 60-ї і 38-ї армій. Також до складу фронту увійшла 15-та повітряна армія генерал-лейтенанта авіації Журавльова І. П.
О 24:00 27 березня 1943 року розформований на підставі директиви ВГК від 24 березня 1943 роки у зв'язку з тим, що «створення якого [Курського фронту] не викликається вже військової обстановкою». Польове управління перейменовано в польове управління Орловського фронту.

## Командувачі
- генерал-полковник Рейтер М. А. (23 — 27 березня 1943)

## Військові формування у складі фронту

### На час формування фронту
- Армії:
  - 60-та армія
  - 38-ма армія
  - 15-та повітряна армія